# Marcel Sulliger
Marcel Sulliger, né le 17 juillet 1967 à Saanenmöser, est un skieur alpin suisse, spécialisé dans les épreuves de slalom géant et de super G. Il a participé aux jeux olympiques d'hiver de 1994 et est un des cinq seuls athlètes à avoir remporté deux fois le classement général de la Coupe d'Europe de ski alpin.

## Biographie
Marcel Sulliger fait ses débuts internationaux à 17 ans lors des Championnats du monde juniors de Jasná, en 1985. Il participe aux épreuves de vitesse, descente et super G, dont il termine trente-deux et trente-quatrième. Il participe à ses premières courses de coupe d'Europe lors de la saison 1990-1991 et se classe troisième du classement général. L'année suivante il découvre le circuit mondial de la meilleure des manières en terminant douzième lors de sa première course, le slalom géant d'Alta Badia. Il améliore se résultat dès sa course mondiale suivante en se classant huitième du slalom géant de Kranjska Gora. En parallèle il continue son parcours en coupe d'Europe et remporte les classements de super G et surtout général. Lors de la saison suivante, en 1992-1993 il récidive en remportant de nouveau le classement général européen, et devient ainsi le second athlète de l'histoire à remporter deux fois le titre européen après Stephan Eberharter, et le premier à le faire deux saisons consécutives.
En 1994 il réalise ses deux meilleurs résultats de coupe du monde avec une sixième puis une dixième place les 16 et 30 janvier 1994 lors des combinés de Kitzbühel et Chamonix, ce seront ses deux derniers top 10 mondiaux. Il honore ensuite sa première et unique sélection olympique le 19 février 1994 et termine dix-septième du combiné olympique,.
Il peine néanmoins à s'imposer en dans l'équipe A de ski alpin suisse, et continue à courir sur le circuit européen. En 1995 à la faveur de trois podiums dont une victoire il remporte le classement européen de slalom géant.
Il continue sa carrière jusqu'à la fin de la saison 1996-1997, qu'il conclut par les championnats nationaux suisses à Zinal.
Une fois sa carrière professionnelle terminée, il devient entraineur de ski.

## Palmarès

### Jeux olympiques
| Édition / Épreuve   | Combiné alpin |
| ------------------- | ------------- |
| JO 1994 Lillehammer | 17e           |

### Coupe du monde
Marcel Sulliger a participé à quarante-neuf épreuves de coupe du monde entre son premier départ le 15 décembre 1991 pour le slalom géant d'Alta Badia et son dernier le 21 février 1997 à l'occasion du super G de Garmisch-Partenkirchen, réparties entre slaloms géants, super G, descentes et combinés. Il marque des points dès sa première course en se classant douzième du géant d'Alta Badia, puis réalise son premier premier top 10 dès sa course suivante, le 14 janvier 1992 où il termine huitième du géant de Kranjska Gora. Par la suite il signe deux autres top 10, en terminant sixième puis huitième de deux combinés en l'espace de quinze jours, les 16 et 30 janvier 1994 à Kitzbühel et Chamonix.
- Meilleur classement général : 60e en 1994 (104 points)[11].
- Meilleur classement en combiné alpin : 6e en 1994 (72 points)[11].
- Meilleur classement en slalom géant : 21e en 1992 (89 points)[11].
- Meilleur résultat : 6e lors du combiné de Kitzbühel en 1994[2].

| Saison/Classement | Général | Général | Descente | Descente | Super G | Super G | Slalom géant | Slalom géant | Combiné | Combiné |
| Saison/Classement | Class.  | Points  | Class.   | Points   | Class.  | Points  | Class.       | Points       | Class.  | Points  |
| ----------------- | ------- | ------- | -------- | -------- | ------- | ------- | ------------ | ------------ | ------- | ------- |
| 1991-1992         | 69e     | 89      | -        | -        | -       | -       | 21e          | 89           | -       | -       |
| 1992-1993         | 91e     | 42      | -        | 0        | 45e     | 25      | 37e          | 17           | -       | -       |
| 1993-1994         | 60e     | 104     | 54e      | 10       | -       | -       | 41e          | 22           | 6e      | 72      |
| 1994-1995         | 94e     | 31      | -        | -        | -       | -       | 31e          | 31           | -       | -       |
| 1995-1996         | 146e    | 3       | -        | -        | -       | -       | 59e          | 3            | -       | -       |
| 1996-1997         | 132e    | 7       | -        | -        | -       | -       | 48e          | 7            | -       | -       |

### Coupe d’Europe
- Vainqueur du classement général en 1992 et 1993[8].
- Vainqueur du classement de super G en 1992[8].
- Vainqueur du classement de slalom géant en 1995[8].

| Saison/Classement | Général | Général | Super G | Super G | Slalom géant | Slalom géant |
| Saison/Classement | Class.  | Points  | Class.  | Points  | Class.       | Points       |
| ----------------- | ------- | ------- | ------- | ------- | ------------ | ------------ |
| 1990-1991         | 3e      | 109     | -       | -       | 9e           | 42           |
| 1991-1992         | 1er     | 203     | 1er     | 112     | 8e           | 53           |
| 1992-1993         | 1er     | 108     | 4e      | 49      | 10e          | 49           |
| 1994-1995         | 6e      | 96      | -       | -       | 1er          | 496          |

### Championnats du monde juniors
Marcel Sulliger participe à l'édition des championnats du monde juniors de Jasná en 1985, en descente (trente-deuxième) et en super G (trente-quatrième).
| Édition / Épreuve           | Descente | Super-G |
| --------------------------- | -------- | ------- |
| Mondiaux juniors 1985 Jasná | 32e      | 34e     |